# Banksia goodii
Banksia goodii är en tvåhjärtbladig växtart som beskrevs av Robert Brown. Banksia goodii ingår i släktet Banksia och familjen Proteaceae. Inga underarter finns listade i Catalogue of Life.